# Shina
Shina ist eine dardische Sprache, die von 300.000 Menschen im Gebiet um Gilgit gesprochen wird. Die Sprache ist in viele Dialekte aufgeteilt.
Shina ist eine Tonsprache, die einen mittleren und einen steigenden Ton kennt. Außerdem hat Shina 34 Konsonanten.